# Edward Okulski
Edward Karol Okulski ps. „Wacław” (ur. 13 lipca 1891 w Wieliczce, zm. 1940 w Kalininie) – major piechoty Wojska Polskiego i nadkomisarz Straży Granicznej, kawaler Orderu Virtuti Militari, ofiara zbrodni katyńskiej.

## Życiorys
Syn Jana i Marii z Włodarczyków. Absolwent seminarium nauczycielskiego. W latach 1912–1914 należał do stałych drużyn polowych „Sokoła” w Wieliczce. W latach 1914–1917 służył w Legionie Polskim jako żołnierz 3 pułku piechoty. 20 września 1917 wcielony do armii austro-węgierskiej brał udział w walkach na froncie włoskim w 20 pp, 4. i 13 pp Armii Austro-Węgier. Od 11 listopada 1918 w Wojsku Polskim, brał udział w walkach na froncie litewsko-białoruskim wiosną 1919.
Przydzielony do 1 pułk piechoty Leg. bierze udział w wojnie polsko-bolszewickiej jako dowódca II batalionu. "wykonywał najtrudniejsze zadania powierzone w czasie od 17 VII 1920 aż do zajęcia Białegostoku. W akcji pod Drohiczynem prowadził osobiście kontratak, wypierając nieprzyjaciela z silnie bronionych pozycji" Za te czyny odznaczony Orderem Virtuti Militari. 
Od 1929 w Straży Granicznej. W 1933 szef Inspektoratu Straży Granicznej w Tczewie. 23 maja 1939 nadal pracując w Tczewie, został polskim Inspektorem Celnym na obszar Wolnego Miasta Gdańska. Na stopień majora został mianowany ze starszeństwem z 19 marca 1939 i 27. lokatą w korpusie oficerów rezerwy piechoty.
17 lipca 1939 mianowany komendantem Obwodu Straży Granicznej w Jaśle. We wrześniu 1939 walczył wraz z kompanią Straży Granicznej w składzie 2 Brygady Górskiej Grupy Operacyjnej „Jasło” Armii „Karpaty”. Znalazł się w niewoli radzieckiej i był więziony w obozie NKWD w Ostaszkowie. Zamordowany przez NKWD wiosną 1940 roku w Kalininie jako jedna z ofiar zbrodni katyńskiej.

## Awanse
- podporucznik – grudzień 1918[1]

## Życie prywatne
Dwukrotnie żonaty, czworo dzieci.

## Awanse pośmiertne i upamiętnienie
5 października 2007 roku został pośmiertnie awansowany na stopień podpułkownika Wojska Polskiego, a w rok później na stopień inspektora Straży Granicznej.
15 września 2009 roku na ścianie budynku przy ul. Stanisława Wyspiańskiego 4 w Jaśle (w latach 1938–1939 siedziba Komendy Obwodu Jasło Straży Granicznej) odsłonięto tablicę pamiątkową poświęconą trzem ostatnim komendantom Straży Granicznej Obwodu Jasło: nadkomisarzowi Zdzisławowi Rucińskiemu, nadkomisarzowi Edwardowi Okulskiemu i komisarzowi Józefowi Bocheńskiemu, ofiarom zbrodni katyńskiej.
14 maja 2010 roku na terenie Zespołu Szkół Miejskich nr 3 w Jaśle posadzono Dąb Pamięci poświęcony Edwardowi Okulskiemu.
Materiały archiwalne dotyczące Edwarda Okulskiego są przechowywane w zbiorach Miejskiej Biblioteki Publicznej w Tczewie, gdzie zostały przekazane przez rodzinę.

## Ordery i odznaczenia
- Krzyż Srebrny Orderu Wojskowego Virtuti Militari 496[2] (1921)[9]
- Krzyż Niepodległości[8]
- Krzyż Walecznych – czterokrotnie
- Złoty Krzyż Zasługi (1938)[10]
- Srebrny Krzyż Zasługi[2]
- Medal Pamiątkowy za Wojnę 1918–1921
- Medal Dziesięciolecia Odzyskanej Niepodległości[11]
- Krzyż Legionowy
- Medal za Długoletnią Służbę
- Odznaka Pamiątkowa Straży Granicznej
- Odznaka „Za Wierną Służbę” I Brygady[8]
- Odznaka (krzyż) Wilno (Wielkanoc 1919 roku)[8]
- Odznaka I Brygady Legionów[8]
- Srebrny Medal Za Waleczność II Klasy (28 czerwca 1916 roku, Austro-Węgry)[8]